# En natt i Casablanca
En natt i Casablanca (engelska: A Night in Casablanca) är en amerikansk film från 1946 med Bröderna Marx, i regi av Archie Mayo.

## Bakgrund
Filmen är den tolfte långfilmen med Bröderna Marx. Denna film är också den första de gjorde för filmbolaget United Artists efter att de värvades från bolaget MGM. Filmen är i stora delar en parodi på Casablanca och filmer i samma genre. Filmen hade amerikansk premiär den 10 maj 1946 och svensk premiär den 12 oktober 1946.

## Handling
Filmen utspelas i efterkrigstidens Casablanca i Marocko och handlar om "Hotell Casablanca" där alla tidigare föreståndare blivit mördade. Groucho spelar den nytillträdde föreståndaren Ronald Kornblow och Corbaccio (Chico) och Rusty (Harpo) är hans medarbetare. Löjtnant Pierre Delbar (Charles Drake) riktar misstankar mot ex-nazister som skulle leta efter en skatt bestående av gömt krigsbyte på hotellet.
Teorin bekräftas när en av hotellgästerna, den tyske greven Max Pfferman (Sig Ruman), visar sig vara den beryktade nazisten Heinrich Stubel. Stubel, sångerskan Beatrice Rheiner (Lisette Verea) och hovmästaren Kurt (Frederick Giermann) försöker ta över hotellet och förvecklingarna kan börja. I slutet av filmen utspelas den stora uppgörelsen där flygplan havererar innan det lyckliga slutet.

## Om filmen
En natt i Casablanca har visats i SVT, bland annat 1979, 2021 och i januari 2022.

## Utvalda filmscener
- Groucho flörtar med sångerskan Rheiner och säger: "Vet du, jag tycker att du är den vackraste kvinnan i hela världen." Smickrad frågar Rheiner: "Tycker du verkligen?" Groucho svarar då: "Nej, men jag ljuger gärna om det leder nån vart."
- Groucho var lite direkt mot en ung dam då hennes äldre kavaljer säger: "Sir! Detta är min fru, ni borde skämmas." Då svarar Groucho: "Om denna dam är er fru borde NI skämmas."

## Kuriosa
Enligt Groucho hotade bolaget Warner Brothers med en stämning om Bröderna Marx använde ”Casablanca” i filmtiteln. Groucho skrev ett brev till bolaget där han hotade med motstämning eftersom de använde Bröderna i sitt firmanamn (Warner Brothers). Troligen var detta ett publicitetstrick.